# Крістіна Єлизавета Ангальт-Бернбурзька
Крістіна Єлизавета Альбертіна Ангальт-Бернбурзька (нім. Christine Elisabeth Albertine von Anhalt-Bernburg, 14 листопада 1746 — 18 травня 1823) — принцеса Ангальт-Бернбурзька з дому Асканіїв, донька князя Ангальт-Бернбурга Віктора II Фрідріха та Альбертіни Бранденбург-Шведтської, дружина принца Шварцбург-Зондерсгаузена Августа II.

## Біографія
Крістіна Єлизавета народилась 14 листопада 1746 року в Бернбурзі. Вона була найменшою, п'ятою, дитиною та четвертою донькою в родині князя Ангальт-Бернбурга Віктора II Фрідріха та його другої дружини Альбертіни Бранденбург-Шведтської. Мала старшого брата Фрідріха Альбрехта й сестер Шарлотту Вільгельміну та Фредеріку Августу. Ще одна сестра померла немовлям до її народження. Від першого шлюбу батька мала також єдинокровну сестру Софію Луїзу. Мешкало сімейство в Бернбурзькому замку. Літньою резиденцією був замок Балленштедт.
Матір померла незадовго до 4-річчя Крістіни. Батько за два місяці узяв третю дружину, Констанцію Шмідт, шлюб із якою був морганатичним.
У 15 років Крістіну Єлизавету видали заміж за 23-річного принца Шварцбург-Зондерсгаузена Августа II. Наречений був молодшим братом чоловіка її старшої сестри. Весілля відбулося 27 квітня 1762 року в Бернбурзі. У подружжя народилося шестеро дітей.
У лютому 1806 року Август помер, у липні не стало їхньої доньки Фредеріки. Крістіна Єлизавета пережила п'ятьох зі своїх дітей та пішла з життя у похилому віці у Косвігу. Була похована в мавзолеї на місцевому цвинтарі.

## Родина
Чоловік — Август II
Діти:
- Фрідріх (1763—1791) — був одружений з Фредерікою Шварцбург-Зондерсгаузенською, мав єдину доньку;
- Катерина (1764—1775) — прожила 10 років;
- Августа (1768—1849) — дружина князя Вальдек-Пірмонту Георга I, мала тринадцятеро дітей;
- Вільгельм (1770—1807) — одруженим не був, дітей не мав;
- Алексіус (1773—1777) — прожив 3 роки;
- Фредеріка (1774—1806) — дружина першого князя Сайн-Вітгенштейн-Гогенштайн Фрідріха Карла, мала четверо дітей.